# Championnats de France d'athlétisme 2003
Navigation
Championnats 2002 Championnats 2004
Les Championnats de France d'athlétisme 2003 ont eu lieu du 24 au 26 juillet 2003 au Parc des sports et de l'amitié de Narbonne. 

## Palmarès
| Discipline        | Hommes             | Hommes          | Femmes               | Femmes         |
| ----------------- | ------------------ | --------------- | -------------------- | -------------- |
| 100 m             | Aimé-Issa Nthepe   | 10 s 09         | Christine Arron      | 10 s 95        |
| 200 m             | Aimé-Issa Nthepe   | 20 s 65         | Katia Benth          | 23 s 65        |
| 400 m             | Marc Raquil        | 45 s 89         | Marie-Louise Bévis   | 52 s 43        |
| 800 m             | Nicolas Aissat     | 1 min 47 s 76   | Virginie Fouquet     | 2 min 01 s 56  |
| 1 500 m           | Fouad Chouki       | 3 min 37 s 09   | Latifa Essarokh      | 4 min 10 s 84  |
| 5 000 m           | Driss El Himer     | 13 min 34 s 97  | Christelle Daunay    | 16 min 10 s 03 |
| 20 km marche      | Denis Langlois     | 1 h 27 min 59 s | Fatiha Ouali         | 46 min 46 s    |
| 100 m haies       | -                  | -               | Patricia Girard      | 12 s 74        |
| 110 m haies       | Sébastien Denis    | 13 s 57         | -                    | -              |
| 400 m haies       | Naman Keita        | 49 s 60         | Sylvanie Morandais   | 57 s 08        |
| 3 000 m steeple   | Vincent Le Dauphin | 8 min 25 s 68   | Céline Rajot         | 9 min 57 s 41  |
| Saut en longueur  | Salim Sdiri        | 8,29 m          | Aurélie Félix        | 6,55 m         |
| Triple saut       | Julien Kapek       | 17,24 m         | Amy Zongo            | 13,60 m        |
| Saut en hauteur   | Joan Charmant      | 2,24 m          | Gaëlle Niaré         | 1,89 m         |
| Saut à la perche  | Romain Mesnil      | 5,60 m          | Vanessa Boslak       | 4,50 m         |
| Lancer du poids   | Yves Niaré         | 19,07 m         | Laurence Manfredi    | 17,95 m        |
| Lancer du disque  | Erik Boes          | 56,11 m         | Mélina Robert-Michon | 59,14 m        |
| Lancer du marteau | Christophe Epalle  | 77,38 m         | Manuela Montebrun    | 70,89 m        |
| Lancer du javelot | Dominique Pause    | 74,66 m         | Sarah Walter         | 61,05 m        |
| Décathlon         | Laurent Hernu      | 8 184 pts       | -                    | -              |
| Heptathlon        | -                  | -               | Julie Martin         | 5 694 pts      |